# Spanje op de Olympische Zomerspelen 1920
Spanje nam deel aan de Olympische Zomerspelen 1920 in Antwerpen, België. Na 1900 was het pas de tweede Spaanse deelname. In 1904, 1908 en 1912 deed Spanje niet mee.

## Medailles

### 2Zilver
- Alvaro de Figuero, José de Figuero, Leopoldo de la Sainz, Hernando Fitz-James, en Jacobo Fitz-James — Polo, mannentoernooi
- Patricio Arabolaza, Mariano Arrate, Juan Artola, José Belausteguigoitia, Sabino Bilbao, Ramón Eguiazábal, Ramón Gil, Domingo Gómez-Acedo, Silverio Izaguirre, Rafael Moreno, Luis Otero, Francisco Pagatzaurtundúa, Agustin Sacho, Josep Samitier, Félix Sesúmaga, Pedro Vallana, Joaquin Vázquez, en Ricardo Zamora — Voetbal, mannentoernooi

Argentinië · Australië · België · Brazilië · Brits-Indië · Canada · Chili · Denemarken · Egypte · Estland · Finland · Frankrijk · Griekenland · Groot-Brittannië · Italië · Japan · Joegoslavië · Luxemburg · Monaco · Nederland · Nieuw-Zeeland · Noorwegen · Portugal · Spanje · Tsjecho-Slowakije · Verenigde Staten · Zuid-Afrika · Zweden · Zwitserland